# روي بيتر مارتن
روي بيتر مارتن (بالإنجليزية: Roy Peter Martin)‏ هو كاتب بريطاني، ولد في 5 يناير 1931 في لندن في المملكة المتحدة، وتوفي في 23 مارس 2014.